# Кувада
Кувада (од фр. couvade - излегање) јесте древни обичај присутан међу европским народима, када муж породиље подражава њу тако што лежи у постељи са дететом и прима честитке, док супруга обавља кућне послове и само повремено нахрани дете.

## Термин
Реч кувада потиче од речи couvade из француског језика и означава излегање, попут излегања пилића.

## Историја
О упражњавању овог обичаја, писали су још Диодор са Сицилије (на Корзици) и Страбон међу Келтима, Баскима, Трачанима и Скитима. Аполоније је овај обичај приметио и на југоисточној обали Црног мора.
Донедавно је обичај постојао међу америчких староседелаца у Калифорнији и Јужној Америци, јужној Индији, Никобарима, Сулавесију и Аинија.
Обичај је био присутан и међу словенским народима. Код Срба је познат као мушко бабињање. У Херцеговини би сви мушкарци који посете породиљу, легли поред ње како би јој олакшали порођајне болове. Код народа бивше Југославије последњи случај забележен је крајем 1970-их година у Црној Гори.

## Смисао обичаја
До данас није потпуно разјашњен смисао овог обичаја, присутног код многих народа. Једно тумачење говори да су се на тај начин, зависно од културе симболички или ритуално, преузимали порођајни болови, односно да је муж као снажнији преузимао болове, док је супруга преузимала кућне послове.
Друго тумачење наводи да се овиме новорођенче штитило од злих духова, будући да би га преузео отац као снажнији.
Постоји и тумачење да се овим путем, као конклудентном радњом, признавало очинство. Мало је вероватно да се под таквим веровањем обичај неговао међу Србима, нарочито ако се има у виду пример Херцеговине где су сви мушкарци који би посетили породиљу, легли поред ње.